# Эдвардс, Бернард
Бернард Эдвардс (англ.  Bernard Edwards; 31 октября 1952 — 18 апреля 1996) — американский бас-гитарист, певец, автор песен и музыкальный продюсер, известный прежде всего как участник диско/фанк группы Chic и прочих музыкальных проектов. В 2017 году он занял 53-е место в списке лучших бас-гитаристов всех времён по версии журнала Bass Player, а в 2020 году — 42-е место в списке величайших бас-гитаристов всех времен по версии журнала Rolling Stone.

## Биография
Эдвардс родился в городе Гринвилл в штате Северная Каролина, вырос в Бруклине, в Нью-Йорке. В начале 1970-х годов познакомился с Найлом Роджерсом и вместе с ним основал группу The Big Apple Band (просуществовала с 1972 по 1976 год). После этого, встретившись с барабанщиком Тони Томпсоном, создал новую группу Chic, взяв в качестве вокалистки Норму Джин Райт.
В составе группы Chic (первый состав группы 1976—1983 годов) Эдвардс написал хиты, определившие диско, такие как «Dance, Dance, Dance», «Everybody Dance», «Le Freak», «I Want Your Love» и «Good Times». Помимо сотрудничества с Найлом Роджерсом, Эдвардс спродюсировал множество других музыкальных исполнителей, а также писал для них песни, причём музыканты Chic аккомпанировали (не пели) при записи песен его подопечными. В частности он работал с Нормой Джин Райт, Sister Sledge, Sheila and B. Devotion, Дайаной Росс, Джонни Мэтисом, Дебби Харри и с Фронзи Торнтоном, для которых написал такие хиты, как «Saturday», «He’s The Greatest Dancer», «We Are Family», «Spacer», «Upside Down», «I'm Coming Out» и «Backfired». В песне «We Are Family» Кэти Слэдж сделала отсылку к Бернарду в строчке: «Yeah, come on Bernard, play…play your funky bass, boy!» (рус. «Да, давай Бернард, играй… играй в свой фанк-бас, мальчик»). В 1985 году он спродюсировал сингл Дайаны Росс «Telephone», вошедший в её альбом «Swept Away», который получил статус платинового. Альбом был выпущен на лейбле RCA и на международном лейбле Capitol-EMI.
В 1983 году Эдвардс выпустил свой сольный альбом, а в 1985 году он сыграл важную роль в формировании супергруппы Power Station. Дебютный альбом группы был спродюсирован самим Эдвардсом, а в состав группы вошли барабанщик Chic Тони Томпсон, музыканты группы Duran Duran Джон и Энди Тейлоры и певец Роберт Палмер. Впоследствии Эдвардс выступил в качестве продюсера альбома Палмера Riptide. В течение 1980-х и 90-х годов он продолжал заниматься продюсированием различных групп и исполнителей, среди которых были Дайана Росс, Адам Ант, Род Стюарт, Air Supply, ABC и Duran Duran.
Отец продюсера Бернарда Эдвардса младшего (известного под псевдонимом «Фокус» (англ. Focus)) который продюсировал синглы таких исполнителей, как Дженнифер Лопес, Бейонсе, Баста Раймс, Бишоп Ламонт, Tony Yayo и др.
В начале 1990-х Эдвардс вновь объединился с Найлом Роджерсом, чтобы поучаствовать в реюнионе Chic, и в 1992 году вместе с ними выпустил альбом Chic-Ism.

## Смерть
В 1996 году Найл Роджерс был номинирован в Японии на премию «JT Superproducer» и был приглашён туда выступить на гастролях вместе с Chic в апреле того же года. Незадолго до концерта на сцене Будокан в Токио, Эдвардс почувствовал себя плохо, но, несмотря на настояния Роджерса, отказался отменять концерт. Ему с трудом удалось доиграть концерт. В какой-то момент у Эдвардса на несколько секунд потемнело в глазах, но вскоре он возобновил свою игру. Первоначально Роджерс подумал, что отсутствие басового звучания было преднамеренным импровизационным трюком, пока после шоу не узнал правду. После концерта Найл отправился проверять Бернарда и спросил всё ли с ним хорошо, на что он ответил: «Я в порядке, мне просто нужно отдохнуть». Это был последний раз, когда Найл говорил с Бернардом. Затем Эдвардс удалился в свой гостиничный номер, где позже был найден мёртвым тем же Роджерсом. Причиной смерти музыканта стала пневмония. Позже последнее выступление Эдвардса вошло в альбом Live at the Budokan.

## Влияние
Его басовая партия в хите Chic «Good Times», стала одной из самых копируемых в музыкальной истории и имела огромное влияние на музыкантов различных музыкальных жанров. В том числе оно было заметно в сингле группы Queen «Another One Bites the Dust».
В 1979 году басовая партия из песни Chic «Good Times» была позаимствована группой Sugarhill Gang, которые использовали её в своей композиции «Rappers Delight», ставшей по сути одной из первых песен в стиле рэп. Последующие двадцать лет эту партию перепробовали многие исполнители различных жанров, от рэпа до панка и от техно до поп-музыки. Басист Duran Duran Джон Найджел Тейлор часто играл эту композицию на своих сольных выступлениях и признавал, что Эдвардс оказал на него большое влияние.
19 сентября 2005 года за выдающиеся заслуги в качестве музыкального продюсера Эдвардс был посмертно включен в Зал славы танцевальной музыки на церемонии в Нью-Йорке.

## Избранная дискография

### Chic
- Chic (1977)
- C'est Chic (1978)
- Risqué (1979)
- Real People (1980)
- Take It Off (1981)
- Tongue in Chic (1982)
- Believer (1983)
- Dance, Dance, Dance: The Best of Chic (1991)
- Chic-Ism (1992)
- The Best of Chic, Volume 2 (1992)
- Live at the Budokan (1999)

### Сольные работы
- Glad To Be Here (1983)

### В качестве продюсера
- Norma Jean, Norma Jean Wright (1978)
- We Are Family, Sister Sledge (1979)
- King of the World, Sheila and B. Devotion (1980)
- Love Somebody Today, Sister Sledge (1980)
- Diana, Diana Ross (1980)
- I Love My Lady, Johnny Mathis (1981) (Не выпущен)
- Koo Koo, Debbie Harry (1981)
- unknown title, Fonzi Thornton (1982) (Не выпущен)
- Swept Away, Diana Ross (1984)
- Power Station, Power Station (1985)
- «A View To A Kill» (single), Duran Duran (1985)
- Heat, Nona Hendryx (1985)
- Riptide, Robert Palmer (1985)
- Cocker, Joe Cocker (1986)
- Color In Your Life, Missing Persons (1986)
- Hearts In Motion, Air Supply (1986)
- Alphabet City, ABC (1987)
- If, Hollywood Beyond (1987)
- Contact, Platinum Blonde (1987)
- Jody Watley, Jody Watley (1987)
- Out of Order, Rod Stewart (1988)
- Under The One Sky, Distance (1989)
- YUI Orta, Иэн Хантер/The Hunter Ronson Band (1990)
- Break The Silence, The Triplets (1990)
- Vagabond Heart, Rod Stewart (1991)
- Persuasion, Adam Ant (1991) (Не выпущен)
- Living in Fear, Power Station (1996)